# Mark Strudal
Mark Agner Boecking Strudal dit Mark Strudal est un footballeur danois, né le 29 avril 1968 à Glostrup.

## Biographie
En tant qu'attaquant, il fut international danois à 9 reprises (1988-1995) pour 3 buts.
Il participa à la Coupe des confédérations 1995. Il ne joue qu'un seul match en tant que titulaire contre l'Arabie saoudite, remplacé par Bo Hansen à la mi-temps. Il remporte la Coupe des Confédérations.
Il joua dans différents clubs danois (Hvidovre IF, Næstved BK, Vejle BK, FC Copenhague, BK Frem Copenhague et Brøndby IF), un club allemand (Borussia Dortmund), un club suisse (Grasshopper-Club Zurich) et un club grec (Skoda Xanthi). Il remporta un championnat du Danemark, une coupe du Danemark, une supercoupe du Danemark, deux championnats de Suisse, une coupe de suisse. Mais alors qu'il a signé un contrat de ans avec le club grec de Skoda Xanthi, il se blesse lors des matchs de pré-saison, et arrête sa carrière sportive.
Après sa carrière de footballeur, il fait partie de la chaîne de télévision TV 2 Danmark.

## Clubs
- 1986-1987 :  Hvidovre IF
- 1988 :  Næstved BK
- 1989 :  Borussia Dortmund
- 1989-1991 :  Grasshopper-Club Zurich
- 1991-1993 :  Vejle BK
- 1992 : →  Næstved BK (prêt)
- 1993 : →  FC Copenhague (prêt)
- 1993 : →  BK Frem Copenhague (prêt)
- 1993-1995 :  Brøndby IF
- 1995-1996 :  Næstved BK
- 1996 :  Skoda Xanthi

## Palmarès
- Championnat du Danemark de football

- - Champion en 1993
  - Vice-champion en 1988 et en 1995
- Coupe du Danemark de football
  - Vainqueur en 1994
- Supercoupe du Danemark
  - Vainqueur en 1994
- Championnat de Suisse de football
  - Champion en 1990 et en 1991
- Coupe de Suisse de football
  - Vainqueur en 1990
- Coupe des confédérations
  - Vainqueur en 1995